# 阿米娜·汗
阿米娜·汗（英語：Armeena Khan，1987年3月30日—）是巴基斯坦女演員及模特兒，主要出現在巴基斯坦電視連續劇及電影。阿米娜是巴國最成功的女演員之一，曾多次獲得Lux Style Award和Hum Award提名。
她在加拿大出生，后期在英国曼彻斯特長大。阿米娜的父母是旁遮普人和普什圖人。她在成為演員前是一名模特兒。阿米娜最知名的作品包括：《Muhabbat Ab Nahi Hugi》、《Karb》、《Ishq Parast》和电影《Janaan》等。

## 外部連結
- 阿米娜·汗在互联网电影资料库（IMDb）上的資料（英文）